# Ceratocombus coleoptratus
Ceratocombus coleoptratus  (лат.) — вид клопов из семейства Ceratocombidae. Длина тела самок 1,6—1,9 мм, самцов — 1,4—1,6 мм. Живут в подстилке в лесах и, реже, на лугах.